# Ramy Youssef
Ramy Youssef, född 26 mars 1991 i Queens, New York, är en amerikansk skådespelare.
Youssef har bland annat medverkat i TV-serien Ramy. Han har även medverkar i filmerna Önskan och Poor Things.

## Filmografi (i urval)
- 2019–2022 – Ramy (TV-serie)
- 2023 – Önskan
- 2023 – Poor Things
- 2025 – Mountainhead